# Rebuild the Wall
Rebuild the Wall es un álbum de 2001 de la banda canadiense Luther Wright and the Wrongs. El álbum es una versión del clásico álbum de Rock progresivo de Pink Floyd The Wall, siendo todas las canciones versiones en los géneros bluegrass y country.

## Listado de canciones
Todas las canciones escritas y compuestas por Roger Waters. 
| N.º | Título                               | Duración |  |
| 1.  | «"In The Flesh?"»                    | 3:16     |  |
| 2.  | «"The Thin Ice"»                     | 2:30     |  |
| 3.  | «"Another Brick in the Wall, Pt. 1"» | 3:10     |  |
| 4.  | «"The Happiest Days of Our Lives"»   | 1:49     |  |
| 5.  | «"Another Brick in the Wall, Pt. 2"» | 4:00     |  |
| 6.  | «"Mother"»                           | 5:36     |  |
| 7.  | «"Goodbye Blue Sky"»                 | 2:45     |  |
| 8.  | «"Empty Spaces"»                     | 2:10     |  |
| 9.  | «"Young Lust"»                       | 3:25     |  |
| 10. | «"One of My Turns"»                  | 3:35     |  |
| 11. | «"Don't Leave Me Now"»               | 4:16     |  |
| 12. | «"Another Brick in the Wall, Pt. 3"» | 1:14     |  |
| 13. | «"Goodbye Cruel World"»              | 1:13     |  |
| 14. | «"Hey You"»                          | 4:40     |  |
| 15. | «"Is There Anybody Out There?"»      | 2:14     |  |
| 16. | «"Nobody Home"»                      | 3:26     |  |
| 17. | «"Vera"»                             | 1:35     |  |
| 18. | «"Bring the Boys Back Home"»         | 1:21     |  |
| 19. | «"Comfortably Numb"»                 | 6:24     |  |
| 20. | «"The Show Must Go On"»              | 1:36     |  |
| 21. | «"In The Flesh"»                     | 4:13     |  |
| 22. | «"Run Like Hell"»                    | 4:19     |  |
| 23. | «"Waiting for the Worms"»            | 4:04     |  |
| 24. | «"Stop"»                             | 0:30     |  |
| 25. | «"The Trial"»                        | 5:13     |  |
| 26. | «"Outside the Wall"»                 | 1:14     |  |